# ホット・シート
『ホット・シート』（原題：Hot Seat）は、2022年のアメリカ合衆国のアクション・スリラー映画。

## ストーリー
クリスマスの朝、ニューメキシコ州の小都市の公園で、自動車に仕掛けられた爆弾で男性が死んだ。
大手コンピュータ会社のカスタマーセンターに勤務するオーランド・フライアは、その日は休日でしかも娘の誕生日なのに、社員が病欠するとの知らせを受けたため同僚のエンゾと2人で出勤することになっていた。
オーランドがデスクに座って仕事を始めようとすると、パソコンの画面が何者かに乗っ取られ「悪い知らせだ、電話に出ろ」というメッセージが表示された。通話ボタンを押すとスピーカーから知らない声の男がしゃべり始めた。
男は椅子に爆弾を仕掛けてあり立ち上ればと爆発すると脅し、さらに天井の防犯カメラで監視しているとも言った。最初の命令は、金融機関のコンピュータに侵入して金を引き出すことだった。オーランドは元ハッカーで企業や一般人の口座から大金を盗み逮捕された過去があった。公園で爆殺された男性はその時の共犯者だと言い、犯罪歴や家族のことまで知り尽くしていた。オーランドは命令に従うしかなかった。
一方、オフィスに爆弾があると聞いたエンゾは慌てふためいてエレベータ―に飛び乗ったが、ここにも爆弾が仕掛けられてありエンゾは殺された。
男の次の命令は『公園とビルの爆破事件は自分がやった。他にも街じゅうに爆弾を仕掛けた』という犯行声明だった。引き出した金の送金先もオーランド名義になっており、彼を犯人だと思い込ませるための罠だった。
ビルは包囲され、SWATは犯人を直ちに射殺すべきだと主張する。しかし爆発物処理班のウォレス・リードはオーランドの妻の言動や犯行声明の様子に何か引っ掛かるものがあり狙撃に反対した。
やがてオーランドは男の隙を突いてコンピュータを駆使して反撃を試みようとする。一方ウォレスもオーランドを操る真犯人が同じビルに隠れていると疑い始めた。

## キャスト
※括弧内は日本語吹替。
- オーランド・フライア：ケヴィン・ディロン（吉久直志）
- ウォレス・リード：メル・ギブソン[3][4][5]（さかき孝輔）
- パム・コネリー署長：シャナン・ドハーティー（山田紗智）
- エンゾ(オーランドの同僚)：マイケル・ウェルチ（秦正武）
- ジャクソン(リードの相棒)：エディ・スティープルズ（渡部康大）
- トビアス(SWAT隊員)：サム・アスガリ（小林秀行）
- キム・フライア(妻）：リディア・ハル
- ゾーイ・フライア(娘)：アンナ・ハー
- アヴァ：ケイト・カッツマン